# Rain (YUI의 노래)
〈Rain〉(레인)은 일본 싱어송라이터 YUI의 열 일곱 번째 싱글이다. 이 싱글은 2010년 11월 24일에 발매되었다. 〈to Mother〉가 〈Summer Song〉, 〈again〉,〈It's all too much/Never say die〉,〈GLORIA〉에 이어 5작 연속으로 오리콘 주간 차트 1위를 달성한 기록이, 이 싱글이 오리콘 주간 차트 2위를 기록하면서, 깨지고 말았다.

## Rain
이 싱글의 타이틀 곡인 Rain에서의 '비'는 크리스마스에 바랐던 눈이 아닌, 뜻하지 않았던 것을 의미한다.
타이틀 곡 Rain은 후지 TV 드라마 《퍼펙트 리포트》의 주제가로 타이업되었다.

## How Crazy ~YUI Acoustic Version
지금까지 YUI의 싱글에서 3번곡인 YUI Acoustic Version 곡은 항상 전 싱글/앨범의 타이틀곡이었다. 이런 관습에 의해, YUI의 팬들은 싱글 〈to Mother〉의 타이틀곡인 to Mother나 5집 앨범 《HOLIDAYS IN THE SUN》의 타이틀곡인 Please Stay With Me의 YUI Acoustic Version이 나올 것으로 추측하고 있었다. 그러나 뜻밖에 2집 앨범 《CAN'T BUY MY LOVE》의 How Crazy의 YUI Acoustic Version이 나와서 팬들을 당혹케 하였다.

## 수록곡
전체 작사·작곡: YUI
| #             | 제목                                 | 편곡          | 재생 시간 |
| ------------- | ------------------------------------ | ------------- | --------- |
| 1.            | 〈Rain〉                             | 콘도 히사시   | 4:03      |
| 2.            | 〈a room〉                           | northa+       | 4:41      |
| 3.            | 〈How Crazy ~Yui Acoustic Version~〉 | YUI & northa+ | 3:46      |
| 4.            | 〈Rain ~Instrumental~〉              | 콘도 히사시   | 4:01      |
| 총 재생 시간: | 총 재생 시간:                        | 총 재생 시간: | 16:32     |

## 한정반 DVD
초회한정반 DVD에는 다음 영상이 포함되었다.
1. Rain : Music Video
2. Please Stay With Me : Music Video

## 차트 순위
| 차트        | 순위 |
| ----------- | ---- |
| 오리콘 일간 | 1    |
| 오리콘 주간 | 2    |
| 오리콘 연간 | 86   |